# Nedelino (huyện)
Nedelino là một huyện thuộc tỉnh Smolyan, Bungaria. Dân số thời điểm năm 2001 là 8715 người.